# Rhipidolestes alleni
Rhipidolestes alleni – gatunek ważki z rodziny Rhipidolestidae. Znany z dwóch stanowisk w regionie autonomicznym Kuangsi w południowych Chinach.